# 酒寄雅志
酒寄 雅志（さかより まさし、1949年8月7日 - 2021年12月8日）は、日本の歴史学者、國學院大學栃木短期大学教授。専門は日本古代史と東北アジア史。

## 人物・来歴
1974年國學院大學文学部史学科卒業。1980年法政大学大学院人文科学研究科日本史学専攻修士課程修了。1983年一橋大学大学院社会学研究科地域社会学専攻博士課程単位取得。指導教官は佐々木潤之介。1999年國學院大學より博士（歴史学）の学位を取得。渤海を研究。

## 研究
学界では、複数の研究者から第二次世界大戦後の日本における渤海研究を石井正敏と共に牽引してきたと目されている。
浜田久美子は「実証的、科学的な渤海史研究を切り開いたのが一九七〇年代に登場する石井正敏と酒寄雅志である。両氏は今日に至るまで渤海史研究をリードし、二〇〇一年にはその業績が、石井正敏『日本渤海関係史の研究』（吉川弘文館）、酒寄雅志『渤海と古代の日本』（校倉書房）の両著書にまとめられた。両著書は戦後歴史学における渤海史研究の集大成といっても過言ではなく、日本における渤海史研究のひとつの到達点が示されたことになる」「石井・酒寄両氏の著書刊行により、渤海史研究は一つの節目を迎え、この刊行を機に新たな展開をみせていくことであろう」と評している。
河内春人は、「70年代から始まった渤海史再検討の動きは、90年代初頭になって方法論的に止揚することによって大きく加速しながら現在に至っている。かかる状況下において21世紀初めの年に、現在の渤海史研究をリードしてきた石井正敏氏の『日本渤海関係史の研究』（吉川弘文館）、酒寄雅志氏の『渤海と古代の日本』（校倉書房）という両著書が出版されたことは、渤海史研究がひとつの到達点に至ったことを示している」と評している。
榎本淳一は「渤海史研究が今日のような盛況をみることになった背景には、酒寄氏、石井氏という研究スタイルの異なる両氏が良きライバルとして当該研究を牽引してきたということも大きな要因」「両氏の多年の研究により、古代日本と渤海との交流のもった歴史的な意義が多方面から明らかにされた。その成果は、唐との関係のみを重視し、その他の関係を捨象ないし軽視するという従来の日本古代対外関係史研究のあり方を見直させる大きな役割を果たした」「日唐関係を相対化し、多面的に当時の国際関係を分析する視覚をもたらしたことは大いに評価されるべき」と評している。

## 著書
- 『渤海と古代の日本』校倉書房 2001
- 『渤海と日本』吉川弘文館 2023　ISBN　9784642046794

### 監修
以下いずれも小西聖一著。
- 『坂本龍馬 日本の"洗濯"にいどむ』 (NHKにんげん日本史) 理論社 2003
- 『紫式部と清少納言 貴族の栄えた時代に』 (NHKにんげん日本史) 理論社 2003
- 『織田信長 天下布武の道のり』 (NHKにんげん日本史) 理論社 2003
- 『聖徳太子』 (NHKにんげん日本史)理論社 2003
- 『伊能忠敬』(NHKにんげん日本史)理論社 2003
- 『源頼朝 武家の時代を開く』 (NHKにんげん日本史)　理論社 2004
- 『聖武天皇と行基 大仏にかけた願い』 (NHKにんげん日本史)　理論社 2004
- 『福沢諭吉 ペンでひらく新しい時代』 (NHKにんげん日本史)　理論社 2004
- 『徳川家康 乱世から太平の世へ』(NHKにんげん日本史) 理論社 2004
- 『杉原千畝 命のビザにたくした願い』(NHKにんげん日本史) 理論社 2004
- 『卑弥呼 なぞの国、なぞの女王』(NHKにんげん日本史) 理論社 2004
- 『杉田玄白 蘭学のとびらを開いた一冊の書物』 (NHKにんげん日本史) 理論社 2004
- 『豊臣秀吉 なにわの夢天下統一』(NHKにんげん日本史) 理論社, 2004.8
- 『雪舟 戦乱の時代、水墨画の世界』(NHKにんげん日本史) 理論社, 2004.9
- 『中大兄皇子と藤原鎌足 大化の改新のちかい』(NHKにんげん日本史) 理論社, 2004.10
- 『近松門左衛門 日本の芝居の幕が開く』 (NHKにんげん日本史) 理論社, 2004.10
- 『伊藤博文 明治の国づくりをリードして』(NHKにんげん日本史) 理論社, 2004.12
- 『足利義満 金閣にこめた願い』(NHKにんげん日本史)理論社、2005
- 『西郷隆盛と大久保利通: 新しい時代、明治の礎となって』 (NHKにんげん日本史) 理論社 2005
- 『田中正造 公害の原点、足尾鉱毒事件とたたかう』 (NHKにんげん日本史) 理論社 2005
- 『見える歴史』中経出版　2009
- 『NHK歴史にドキリ 獅童が変身★日本を築いた52人』NHK出版, 2014.4